# Alois Serényi
Alois hrabě Serényi (německy Aloys Michael Gabriel Johann Anton Graf Serényi von Kis Serény) (25. září 1812 Lomnice – 26. srpna 1893 Lomnice) byl moravský šlechtic, politik a velkostatkář. Původně působil jako státní úředník v Uhrách, později byl dlouholetým poslancem moravského zemského sněmu a nakonec členem rakouské Panské sněmovny. Na Moravě mu patřil velkostatek a zámek Lomnice. 

## Život

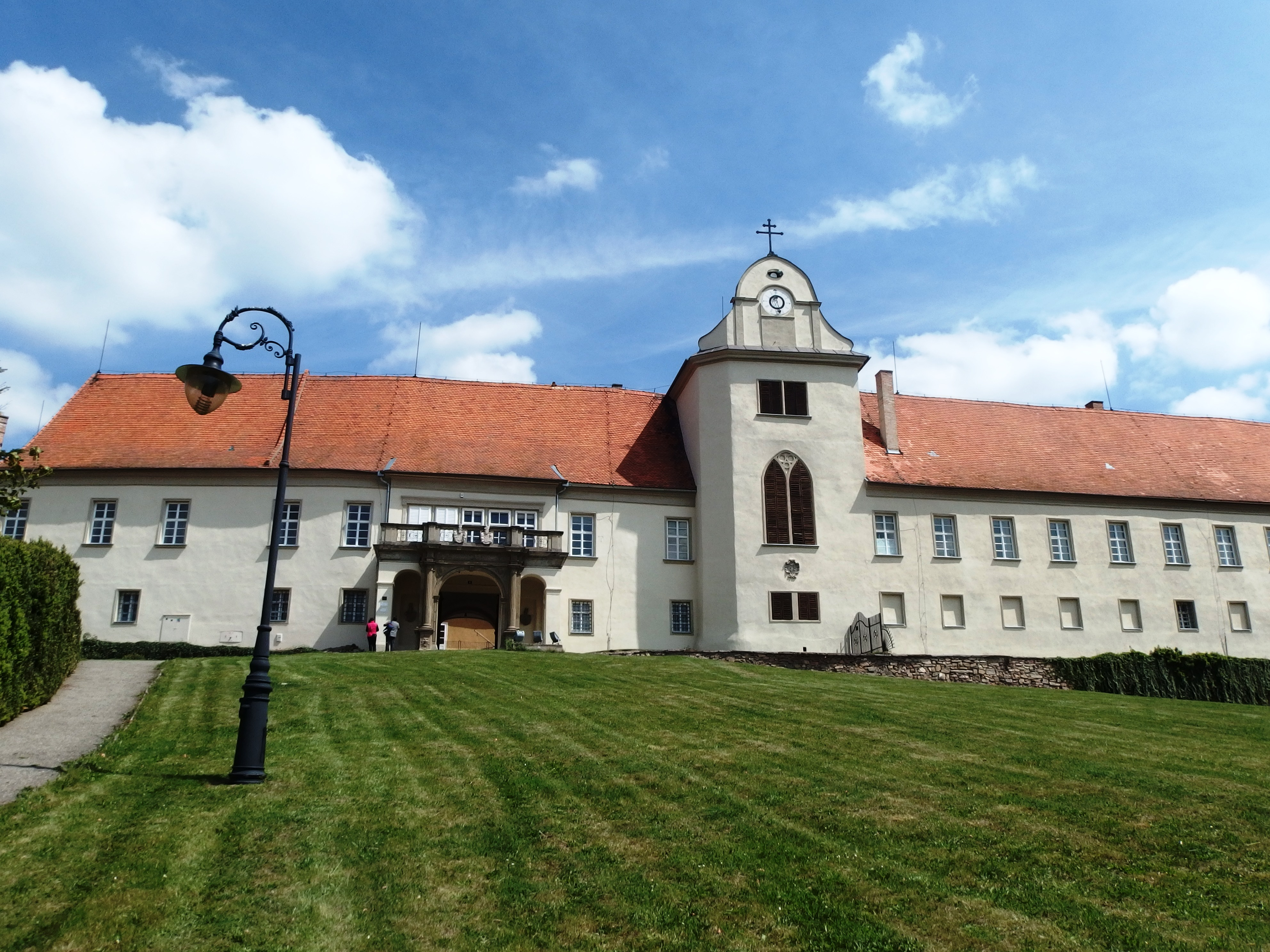
Zámek Lomnice, hlavní sídlo rodu Serényiů

Pocházel ze staré šlechtické rodiny Serényiů usazené od 16. století na Moravě. Narodil se jako nejstarší z devíti dětí v rodině významného rakouského mineraloga a majitele lomnického panství hraběte Jana Nepomuka Serényiho (1776–1854) a jeho manželky Aloisie, rozené baronky  Eötvösové (1791–1862). V Pešti studoval filozofii a práva, titul doktora filozofie získal v roce 1830. Jako úředník poté působil v Košicích a u uherské dvorské komory ve Vídni, v letech 1843–1848 zasedal také v uherském sněmu. Po převzetí rodového dědictví na Moravě přesunul své veřejné aktivity do Brna, kde byl v letech 1861–1890 dlouholetým poslancem moravského zemského sněmu. Patřil ke Straně konzervativního velkostatku a věnoval se především problematice zemědělství, na půdě sněmu ale nijak aktivně nevystupoval. V roce 1879 byl jmenován doživotním členem rakouské Panské sněmovny. Na Moravě řídil několik let Moravskoslezský lesnický spolek a v roce 1867 - 1868 zastával funkci předsedy Moravské zemědělské společnosti. V rodné Lomnici byl čestným náčelníkem sboru dobrovolných hasičů. V Lomnici se také zasloužil o postavení a úpravu mnoha staveb např. kostela nebo nového hřbitova. Za zásluhy byl nositelem Řádu železné koruny III. třídy a papežského Řádu sv. Řehoře Velikého.
Původně byl v Uhrách majitelem velkostatku Putnok, kde po roce 1834 nechal postavit klasicistní zámek. Tento majetek později přenechal mladšímu bratru Ladislavovi (1815–1893). Od roku 1846 za otce spravoval moravská panství Luhačovice a Lomnice, krátce před otcovým úmrtím převzal do osobní správy velkostatek Lomnice (1853). K velkostatku patřilo 2 360 hektarů půdy, z toho byla většina lesů. Hodnota velkostatku byla v roce 1850 sumou 400 000 zlatých. K průmyslovým provozům patřily pivovar a lihovar v Lomnici, dva parní mlýny a vápenka v Čebíně. Kromě toho byl Alois Serényi podílníkem cukrovaru v Tišnově. Přes léto sídlil na zámku v Lomnici, v zimě pobýval v Brně. 
V roce 1837 se oženil s hraběnkou Ernestinou Žerotínovou (1813–1892), dcerou Františka Josefa ze Žerotína. Manželství zůstalo bezdětné, oba jsou pohřbeni na novém hřbitově v Lomnici. Švagrem Ernestiny byl moravský zemský hejtman Emanuel Dubský z Třebomyslic. Po Aloisově úmrtí se dědicem velkostatku Lomnice stal synovec Otto Serényi (1855–1927), vlivný moravský politik a poslední moravský zemský hejtman před zánikem monarchie. 